# Kepler-440 b
Kepler-440 b (ранее известная обозначением KOI-4087.01) — подтверждённая экзопланета, являющаяся суперземлёй и находящаяся на орбите в обитаемой зоне у звезды Kepler-440 на расстоянии около 850 световых лет (261 парсек) от Земли. Планета была обнаружена транзитным методом с помощью телескопа «Кеплер». NASA объявило о подтверждении экзопланеты 6 января 2015 года.

## Характеристики планеты
Kepler-440 b является суперземлёй с радиусом 1,86 R⊕. Один оборот вокруг звезды планета совершает за 101,1 суток.

## Обитаемость
Планета находится в обитаемой зоне своей звезды, на планете теоретически может существовать жидкая вода, что вполне возможно создаёт на поверхности планеты достаточно комфортные условия для существования примитивных форм жизни.